# 안드레우 에리크 페이토사
안드레우 에리크 페이토사(포르투갈어: Andrew Erick Feitosa, 1992년 9월 1일 ~ ) 또는 모라투(포르투갈어: Morato)는 브라질의 축구 선수로, 포지션은 공격수이다. 현재 브라질의 아우다스 EC에서 뛰고 있다.
2010년 올레 브라질 FC에서 데뷔했으며, 2011년 K리그의 경남 FC에 입단해 모나또라는 등록명으로 활약하였다. 하지만 큰 인상을 남기지 못하고 2013년 아소시아상 페호비아리아 지 이스포르치스로 이적해 브라질 무대로 복귀했으며, 이후 모지미링 EC, 보아 EC를 거쳐 2016년 아우다스 EC로 팀을 옮겼다.